# Låtar om och från Göteborg (och Öckerö)

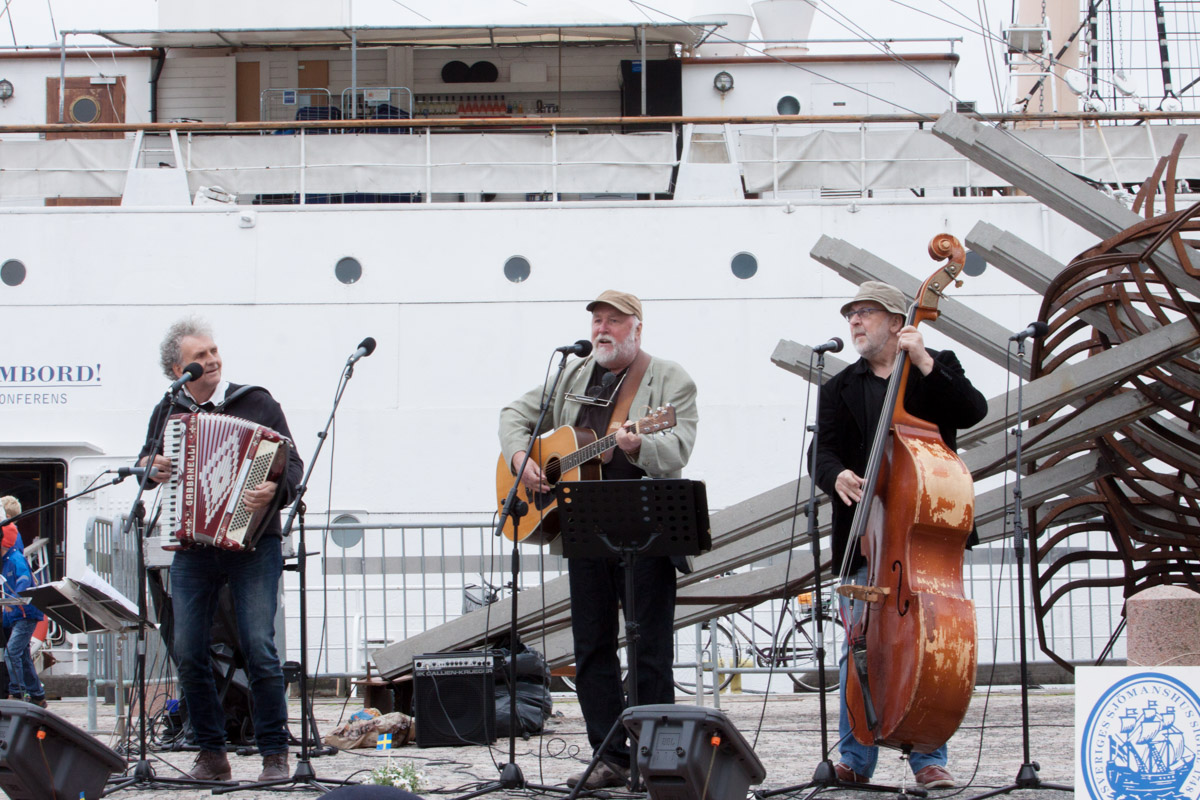
Musikgruppen KAL i Göteborg. på nationaldagen 6 juni 2015

Låtar om och från Göteborg (och Öckerö) är ett album med Musikgruppen KAL från 1988.

## Låtlista
1. Halta Lottas krog (2.38) (Trad.)
2. Elden E Lös På Stampen (1.24) (Trad.)
3. En Spelemans Himlafärd (3.20) (Text: Eric S. Alexandersson) (Musik: Trad.)
4. Eskadervisa (2.07) (Text: Alfred Lidholm) (Musik: Trad.)
5. Avskedssång Till Finnmarksskalden Broder Joachim (2.47) (Text: Dan Andersson) (Musik: Marianne Adolfsson)
6. Älvsborgsvisan (3.06) (Text: August Wilhelm Thorsson) (Musik: Trad.)
7. Böggmästare-Visa (2.00) (Text: Axel Engdahl) (Musik: Trad.)
8. Ella På Kneppla (2.59) (Arne i Bora)
9. En Vanlig Dag I Slottsskogen (3.08) (Text: Anders Wällhed) (Musik: Christer Larsson)
10. April Göteborg (3.50) (Alf Hambe)
11. Hamnsymfoni (2.29) (Text: Rolf Fridholm) (Musik: Bo Andersson)
12. Kal-Ypso (2.19) (Christer Larsson)
13. Himlen Över Gårda (2.36) (Text: Kent Andersson) (Musik: Malte Krook)
14. Lunchrasten (1.40) (Text: Viveca Sundvall) (Musik: Bo Andersson)
15. Stuvarevalsen (5.12) (Lasse Dahlquist)

## KAL
- Malte Krook
- Bosse Andersson
- Christer Larsson